# Рудзаты
Рудзаты (латыш. Rudzāti) — населённый пункт в Ливанском крае Латвии. Административный центр Рудзатской волости. Находится у региональной автодороги P62 (Краслава—Прейли—Мадона). Расстояние до города Прейли составляет около 25 км. У села Рудзаты река Сованка впадает в Ошу.
По данным на 2018 год, в населённом пункте проживало 311 человек. Есть волостная администрация, средняя школа, детский сад, почтовое отделение, библиотека, скорая помощь, аптека, магазины, дом культуры. Построенная в 1913 году католическая церковь является национальным архитектурным памятником.

## История
В советское время населённый пункт носил название Рудзеты и был центром Рудзетского сельсовета Прейльского района. В селе располагалась центральная усадьба совхоза «Рудзеты».

## Образование
Первая школа в Рудзатах была основана в 1905 году. На территории волости в 1908 году действовали начальные школы в Бумани и Малкалне, в 1920 году их число увеличилось до четырёх, все они располагались в крестьянских домах до октября 1936 года, когда была открыта шестилетка в Рудзатах.
Школьное здание было разрушено в боях за освобождение Латвии в 1944 году. В 1948 году в посёлке открылась новая семилетка, которая решением правительства Латвийской ССР от 18 октября 1952 года была преобразована в среднюю школу. Первоначально она располагалах в нескольких зданиях в поселковом центре, а 4 ноября 1955 года для нее было построено новое здание. В 1956 году состоялся первый выпуск.
1 сентября 1981 года для школы было построено новое просторное здание в центре посёлка Рудзаты. Его возвела бригада ПМК Даугавпилсского общестроительного треста под руководством В.Орупа. Для озеленения школы возле нее был высажен яблоневый сад.
В 1987 году школой впервые были проведены соревнования по спортивному туризму «Кубок Рудзаты». Через несколько лет Стекский лес, где они проходили, был вырублен, и соревнования были переименованы в «Ошский кубок», в котором в некоторые годы принимало участие до 40 команд.
В советское время ученики школы принимали участие в движении «Мы твои хозяева, земля!» («Mēs tavi saimnieki, zeme!»), в летнее время помогая в работах по месту жительства — совхозе «Рудзаты» и колхозе имени Ошкалнса. В 1990 году были организованы соревнования молодых механизаторов по искусству вождения и управления грузовыми машинами и тракторной техникой.